# Einheit der Kirche
Die Einheit der Kirche ist das Ziel der ökumenischen Bewegung (von Ökumene, von griechisch Oikumene „[ganze] bewohnte Erde“, „Erdkreis“), in deren Rahmen die Zusammenarbeit verschiedener christlicher Konfessionen stattfindet. Die Schwierigkeit besteht zum einen darin, dass die verschiedenen Konfessionen unterschiedliche Vorstellungen darüber besitzen, was Kircheneinheit bedeutet, und zum anderen darin, dass sich im Laufe der ökumenischen Bewegung verschiedene Modelle zur Realisierung der Einheit entwickelt haben.

## Einheitsvorstellungen verschiedener Kirchen
Im Folgenden werden die unterschiedlichen Einheitsvorstellungen der römisch-katholischen Kirche sowie der evangelischen, anglikanischen und orthodoxen Kirchen erläutert. Diese stehen im engen Zusammenhang mit dem jeweiligen Kirchenbild der Konfession.

### Römisch-katholisches Kirchenbild
Die Einheitsvorstellung der römisch-katholischen Kirche beruht auf drei äußerlichen Grundmerkmalen, die als Basis einer ökumenischen Annäherung dienen sollen:
1. Verkündigung des Evangeliums und damit das Bekenntnis zum Glauben,
2. die Verwaltung der Sakramente, wobei die Eucharistiefeier den Höhepunkt bildet und
3. das Bischofs- und Papstamt.

Vor dem Zweiten Vatikanischen Konzil sah die römisch-katholische Kirche als Ziel der Ökumene die „Rückkehr“ zu der einen katholischen Kirche, die als historisch wahre Kirche Jesu Christi angesehen wurde (lat. „est“). Beispielhaft war noch die Enzyklika Mystici corporis von 1943. In der Kirchenkonstitution des Zweiten Vatikanums Lumen gentium wird die römisch-katholische Kirche als geschichtlich konkret verwirklichte Kirche Jesu Christi bezeichnet. Dies führt weg von der „Rückkehr-Ökumene“ hin zur „Wiederherstellung der Einheit“, die in der römisch-katholischen Kirche bereits angelegt ist (lat. „subsistit“).

### Evangelische Einheitsvorstellung
Nach evangelischer Auffassung bedarf es der Übereinstimmung in zwei grundsätzlichen Merkmalen, um in die gemeinsame Kirchen- und Abendmahlsgemeinschaft aufgenommen zu werden. Diese sind die reine Predigt des Evangeliums, dessen rechtes Verständnis in der Rechtfertigungslehre der reformatorischen Väter zum Ausdruck gebracht wird, und der stiftungsgemäße Vollzug der Sakramente Taufe und Abendmahl. Eine bestimmte Gestalt des kirchlichen Amtes wird als nicht notwendig angesehen (Confessio Augustana Art. 7, Leuenberger Konkordie 2).

### Anglikanische Einheitsvorstellung
Auch in den anglikanischen Kirchen werden rechte Evangeliumsverkündigung und Sakramentsverwaltung als notwendig angesehen. Hinzu kommen das Apostolische Glaubensbekenntnis als Taufsymbol und das Nizänische Bekenntnis als ausreichende Erklärung des Glaubens sowie das historische Bischofsamt. Einigkeit in der Frage des Bischofsamtes ist für die volle, sichtbare Gemeinschaft der Kirche erforderlich, jedoch ist die Aufnahme einer Kirchen- und Abendmahlsgemeinschaft bereits möglich, bevor Einigkeit in dieser Frage herrscht (Chicago-Lambeth-Quadrilateral).

### Orthodoxe Einheitsvorstellung
In der „Erklärung der 3. Vorkonziliaren Panorthodoxen Konferenz“ wird die Einheit der Kirche in den Sakramenten, in Jesus Christus und in der Gemeinschaft in der Dreifaltigkeit begründet.
Um eine Einheit im Sinne der orthodoxen Kirchen zu erreichen, ist eine Rückkehr zur alten Tradition notwendig, welche sich aus drei konstitutiven Elementen zusammensetzt:
1. apostolischer Glaube,
2. das sakramentale insbesondere eucharistische Leben,
3. das historische Bischofsamt in apostolischer Sukzession.

Diese patristische Tradition wird in der Orthodoxie bis heute gelebt und sie hat den Anspruch, alleiniger Erhalter dieser alten Werte zu sein. Daher sieht die orthodoxe Kirche es als ihre Aufgabe, andere Konfessionen auf diesen Weg einer kirchlichen Einheit zu führen.

## Modelle der Einigung
Alle Modelle, die zur Einigung der Kirchen entworfen worden sind, beschreiben eine praktische Umsetzung der Einheitsvorstellungen. Die folgenden Modelle sind bereits praktisch umgesetzt worden, wobei man beachten muss, dass zwischen den Begriffen Einheitsvorstellungen und Modelle der Einigung erst seit den 1970ern unterschieden wird.

### Kooperativ-föderatives Modell
Dieses Modell unterteilt sich in zwei Schwerpunkte. Kooperativ bedeutet, dass Kirchen in Angelegenheiten wie z. B. Evangelisation und Mission praktisch zusammenarbeiten. Im Gegensatz dazu ist ein Bestandteil des Modells föderativ, d. h. ein Zusammenschluss von autonomen Kirchen, wobei jeweils die Identität jeder Konfession beibehalten wird. In diesem Modell werden diese beiden Schwerpunkte miteinander verbunden. Es zählt zu den Modellen partieller Einigung, da nicht alle konstitutiven Grunddimensionen impliziert sind (Glaubensbekenntnis, Sakramentenlehre und Ämterverständnis ausgenommen). Nichtsdestotrotz stellt dieses Modell eine wichtige Zwischenstation auf dem Weg zur kirchlichen Einheit dar.

### Organische / Korporative Union
Hervorgegangen aus der anglikanischen Kirche, galt das Modell viele Jahre als vorherrschendes Einigungsmodell. Da alle konstitutiven Grunddimensionen berücksichtigt werden, gilt es als Verwirklichungsform einer vollen Kirchengemeinschaft. Charakteristisch für dieses Modell sind die Forderungen nach einem konfessionsübergreifenden, neuen Glaubensbekenntnis unter Beibehaltung von konfessioneller Vielfalt, der Etablierung einer einheitlichen Kirchenleitung und nach einem gemeinsamen autoritären Amt. Kirchen, die sich nach diesem Modell zusammengeschlossen haben, nennen sich Unionskirchen. Dazu gehören z. B. die United Church of Canada (1925), die Kirche Christi in Japan (1941) oder die Kirche von Südindien (1947).

### Modell wechselseitiger Anerkennung/Kirchengemeinschaft
Das Modell ist aus dem reformatorischen Denkhorizont hervorgegangen. Charakteristisch ist die aus dem Namen heraus resultierende Anerkennung der einzelnen Konfessionen untereinander im Bezug auf:
1. Die gemeinsame Zugehörigkeit zur Kirche Christi
2. Austausch der kirchlichen Amtspersonen
3. Gemeinschaft in Wort und Sakrament
4. Zusammenarbeit in allen Bereichen (Zeugnis und Dienst in der Welt).

Unter diesen Voraussetzungen existiert dieses Modell bereits in Form der „Leuenberger Kirchengemeinschaft“ zwischen lutherisch und reformiert geprägten Kirchen. Die Bedeutung des ökumenischen Einigungsmodells bekam es durch das Hinzukommen der Kirche anglikanischer Prägung.

## Einheitsverständnis des Ökumenischen Rats der Kirchen
Das grundsätzliche Ziel aller Mitglieder des ÖRK lautet „Einheit der Christen“ beziehungsweise „Einheit der Kirchen“. Da das unterschiedliche konfessionsspezifische Verständnis in Bezug auf die Einheit jedoch ein Kernproblem darstellt, kam es 1961 bei der 3. Vollversammlung des ÖRK in Neu-Delhi zur Formulierung der vier konstitutiven Grunddimensionen, zusammengefasst in einer Einheitsformel. Diese lauten: Bekenntnis zum apostolischen Glauben und Verkündigung des Evangeliums, Taufanerkennung und Abendmahlsgemeinschaft, Amtsanerkennung und gemeinsames Zeugnis sowie gemeinsames Handeln in der Welt. Trotz der Wichtigkeit dieser Formel, auf die sich auch spätere Überlegungen und Modelle immer wieder beziehen, treten immer wieder Kontroversen beziehungsweise Konflikte auf, die neue Herausforderungen darstellen. Konflikte sind beispielsweise die Gewichtung zwischen Gemeinschaft im Handeln und Einheit im Glauben sowie die trotz Einheitsvorstellungen gegebenen Unterschiede der Kirchen und wie man diese am besten in den Einheitsbegriff integriert. Auch bleiben über die trinitarische Verortung in der Schlusserklärung Kirchen wie die Unitarier weiterhin ausgeschlossen.
Eine umfassende Zusammenschau der verschiedenen Ansätze sowie Impulse zu ihrer Zusammenfassung enthält das Dokument Die Kirche: Auf dem Weg zu einer gemeinsamen Vision, das 2013 von der Kommission für Glauben und Kirchenverfassung des ÖRK veröffentlicht wurde.